# Brian Sandoval
Brian Edward Sandoval (født 5. august 1963 i Redding, Californien) er en amerikansk politiker. Han var den 29. guvernør for den amerikanske delstat Nevada fra 2011 indtil 2019. Han er medlem af det Republikanske parti.
Sandoval vandt 2. november 2010 guvernørvalget over sin demokratiske modkandidat Rory Reid. Brian Sandoval blev 3. januar 2011 taget i ed som Nevadas 29. guvernør, hvor han afløste partifællen Jim Gibbons.
Fra 2003 til 2005 var Brian Sandoval justitsminister i Nevada, og fra 2005 til 2009 var han føderal dommer for District Court for the District of Nevada.
Brian Sandoval er gift med Kathleen Teipner, og har en søn og to døtre.